# بجنه، پاکستان
بجنه (به انگلیسی: Bajna) یک منطقهٔ مسکونی در پاکستان است که در خیبر پختونخوا واقع شده‌است. بجنه ۹۳۴ متر بالاتر از سطح دریا واقع شده‌است.